# Stazione di Gozzano Fermata
La stazione di Gozzano Fermata era una fermata ferroviaria della linea Gozzano-Alzo.

## Storia
La fermata venne attivata nel 1886 con l’attivazione della linea Gozzano-Alzo
Nel 1924 venne dismessa a causa della chiusura della linea. Il terreno venne ceduto a privati che ne curarono la recinzione della banchina e del piccolo giardino e la trasformazione del fabbricato viaggiatori in abitazione privata.
Il sedime è tuttavia rimasto in uso, con alterne fortune, fino ai primi anni 2000, utilizzato come raccordo merci per lo stabilimento Ortalion-Bemberg e il deposito militare di carburanti di Monterosso.

## Strutture e impianti
La gestione degli impianti era affidata a Impresa Razzetti controllata del gruppo Società Ferroviaria Cusiana per trasporti e costruzioni.
La stazione aveva un solo binario servito da una banchina in terra battuta usata per l'imbarco dei viaggiatori.

## Movimento
Il servizio viaggiatori era effettuato dalla Società ferroviaria Cusiana per trasporti e costruzioni.